# Curricán de fondo
La pesca al curricán de fondo consiste en el uso de una línea maestra con un aparejo profundizador que permite colocar una segunda línea con la muestra a la profundidad deseada. 
La caña se sujeta por medio de una pinza que saltará ante la picada de un pez. Normalmente se utiliza señuelos artificiales tipo rapala, aunque en ciertos países es habitual la práctica con cebo vivo (lo que está prohibido en España).
El aparejo profundizador, que puede ser manual o eléctrico, consiste en un carrete anclado al barco con una línea de acero al final de la cual se sitúa un plomo de 5 o más libras de peso. La velocidad para la práctica de esta modalidad es de 2-3,5 nudos. La presa estrella de esta modalidad es el dentón. Para el éxito es importante el uso de una sonda y la sincronización para el profundizador manteniendo las muestras tan cerca del fondo como sea posible.
Esta pesca se puede utilizar sin profundizador optando por el uso de una línea plomada o un paravan. Esto requiere menos aparejos pero, por el contrario, dificulta enormemente el saber a qué profundidad está la muestra.